# Tarântula Negra
O Tarântula Negra é o codinome de Carlos LaMuerto. Ele é um vilão das histórias da Marvel Comics, que tem a agilidade super-humana e a força, capazes de pressionar mais de 25 toneladas. Segundo o artigo da wiki em inglês, o vilão é apresentado como um líder do crime organizado da Argentina.
Sua pele é quase invulnerável e seus olhos são capazes de projetar rajadas de energia pura;mas requerem vários minutos para recarregar. É altamente hábil em artes marciais. Pode também curar seus ferimentos.
No Universo Marvel houve outros personagens que usaram o nome de "Tarântula":
- Clay Riley, um vilão do Velho Oeste que apareceu em  "Ghost Rider #2" (Abril de 1967);
- Anton Miguel Rodriguez,um supervilão sul-americano de uniforme vermelho e agulhas venenosas nas botas. Ele apareceu inicialmente em "Amazing Spider-Man #134", (Julho de 1974).

## Homem-Aranha e Prisão
O Tarântula Negra é um dos vilões do Homem-Aranha. Ele atualmente se encontra preso nos E.U.A junto com Demolidor, Cabeça de Martelo, o Rei do Crime e o Justiceiro. Ele sempre confronta com o Mercenário.